# Hjørring AIK Frem
Hjørring AIK Frem er en fodboldklub i den nordjyske by Hjørring.

## Historie
Klubben blev stiftet 12. juli 1932, efter en avisannoncen i "Hjørring Social-Demokrat" havde annonceret et fodboldmøde i forsamlingsbygningens lille sal. 80 repræsentanter mødte op og var med til at vedtage dannelsen af foreningen, med Marius Simonsen som dens første formand.

## Ekstern kilde/henvisning
- – officiel site

| Fodbold | Spire Denne artikel om en dansk fodboldklub er en spire som bør udbygges. Du er velkommen til at hjælpe Wikipedia ved at udvide den. |